# Льорет-де-Мар
Льорет-де-Мар — місто в Каталонії в кумарці Сельва, провінції Жирона. Місто та муніципалітет розташовані на узбережжі Середземного моря. Межує з муніципалітетом Тосса-де-Мар на півночі, Бланес на півдні та Відререс на заході. Льорет-де-Мар приваблює туристів розвинутою інфраструктурою та пляжами, які мають екологічний сертифікат «Блакитний прапор» за їх чисте довкілля.

## Географія
Муніципалітет Льорет-де-Мар має площу на 48,9 км². Льорет-де-Мар розташовано у прибережному середземноморському клімату з впливом морських повітряних мас. Це створює пом'якшення сухого літнього сезону, який зазвичай триває три місяці. Максимальна кількість опадів припадає на осінні місяці. Середня температура повітря коливається від 2ºC-14º C — взимку, 31ºC-18ºC — влітку.
Берегова лінія має 9 км чудових пляжів з зернистим піском і скелястим рельєфом.
В муніципалітеті більше 50 % території зайнято середземноморськими лісами.
В 1994 році в Льорет-де-Мар зроблено штучний риф, для підвищення біологічної продуктивності морської системи та захисту лугів посидонії, з метою досягнення стійкого рибальства та сприяння відновленню рибних запасів. Він розташований напроти пляжа Каньєльєс.

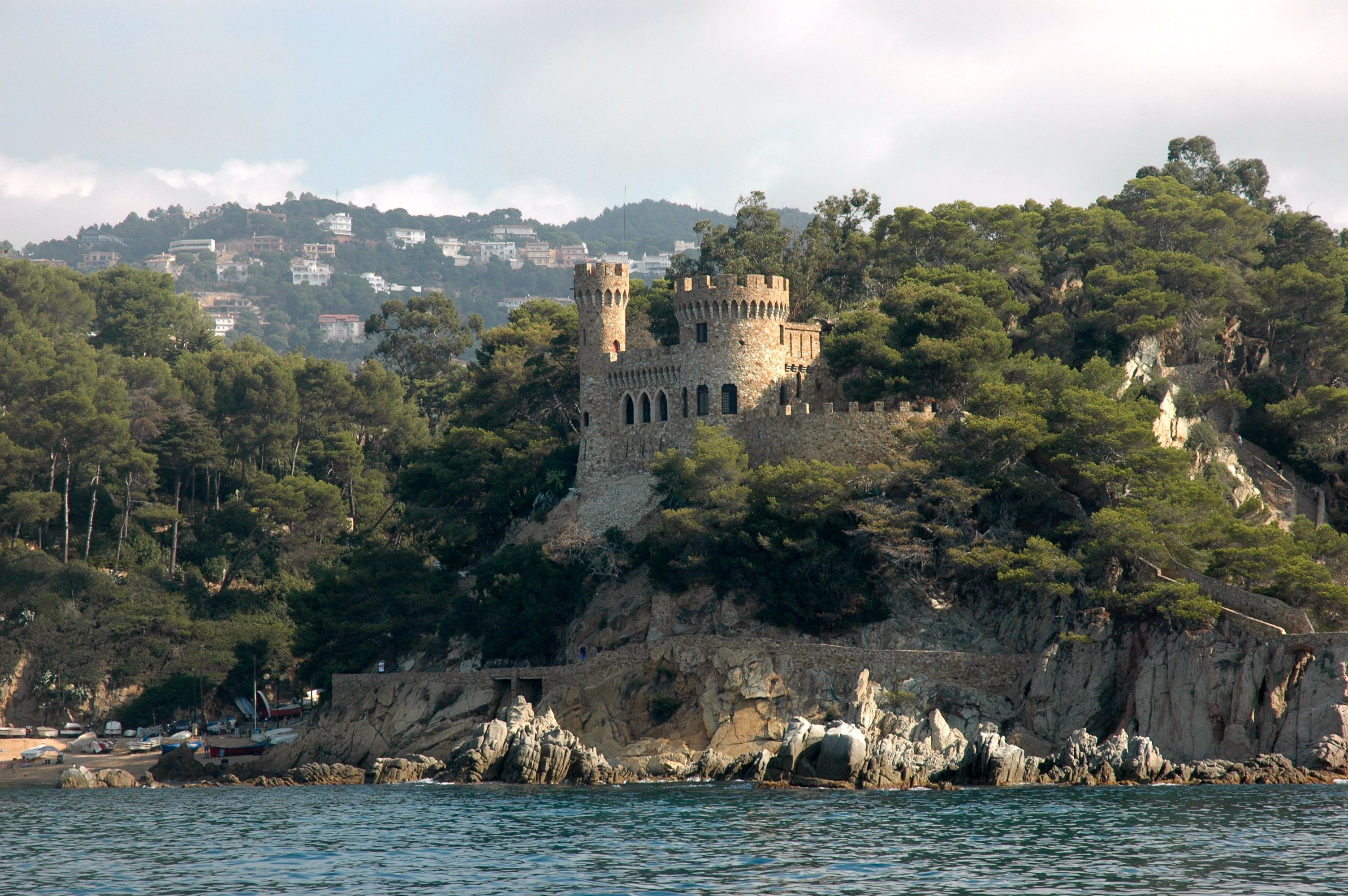
Замок Плая середини 20 ст

## Демографічна ситуація
Населення Льорет-де-Мар становить 38 941 мешканців (2022). Муніципалітет має високий рівнь імміграції. Зовнішня міграції в 2021 році мала 1810 іммігрантів та 1 383 емігрантів. Приблизно 42 % населення Льорету має іноземне походження. У 90-ті роки ХХ століття місто прийняло велику кількість мігрантів з Індії, Марокко, Гамбії та Східної Європи.
| 1497 f | 1515 f | 1553 f | 1717 | 1787  | 1857  | 1877  | 1887  | 1900  | 1910  |
| ------ | ------ | ------ | ---- | ----- | ----- | ----- | ----- | ----- | ----- |
| 52     | 84     | 88     | 819  | 2.573 | 4.170 | 3.591 | 3.318 | 3.242 | 3.249 |

| 1920  | 1930  | 1940  | 1950  | 1960  | 1970  | 1981   | 1990   | 1992   | 1994   |
| ----- | ----- | ----- | ----- | ----- | ----- | ------ | ------ | ------ | ------ |
| 2.955 | 3.003 | 3.083 | 3.159 | 3.627 | 7.064 | 10.480 | 16.874 | 14.991 | 16.782 |

| 1996   | 1998   | 2000   | 2002   | 2004   | 2006   | 2008   | 2010   | 2012 | 2014 |
| ------ | ------ | ------ | ------ | ------ | ------ | ------ | ------ | ---- | ---- |
| 16.674 | 17.875 | 20.045 | 23.424 | 26.557 | 32.728 | 37.734 | 39.794 | -    | -    |

## Історія
Археологічні знахідки іберійської та римської цивілізацій свідчать про їх присутність в регіоні у давнішні часи. Перші письмові згадки про Льорет-де-Мар, точніше Лоредо від латинського слова «lauretum» (лавр), можна знайти в римських документах 966 року.
Як і багато середземноморських прибережних міст, у середні віки Льорет часто захоплювали сарацини.
Порт Льорет став комерційно важливим у 18 столітті. Між 1830 і 1860 роками в місті відбувалась інтенсивна трансокеанська торгівля. Торгівля відбувалась до Америки: експорт вин, олії, тканин, солі, борошна та інших товарів, а також імпорт бавовни, благородної деревини, шкіри, цукру, тютюну, кави, рому, нафти тощо. В цей час в місто почали переселятися торгівці, робітники та моряки.
У першому десятилітті двадцятого століття в Льорет прибули перші відпочиваючи. 1918 року почали будувати перші літні вілли. Перший готель був відкритий в 1920 році, готель «Коста Брава». Але Громадянська війна в Іспанії та післявоєнний період принесли економічні обмеження та труднощі, що зупинило початок туристичної діяльності Льорету. Однак з часом поступово буржуазія Барселони знову обрала місцем відпочинку Льорет. Пізніше сюди починають приїжджати й іноземні туристи.
Зараз Льорет-де-Мар є відомим туристичним центром з розвинутою готельної, туристичною та ресторанною інфраструктурою, який щорічно приймає понад 1,5 мільйона туристів. У 2022 році місто мало 123 готелі та 4 кемпінги, в яких одночасно могло розміститися більш 32 тис. туристів.

### Культурні пам'ятки

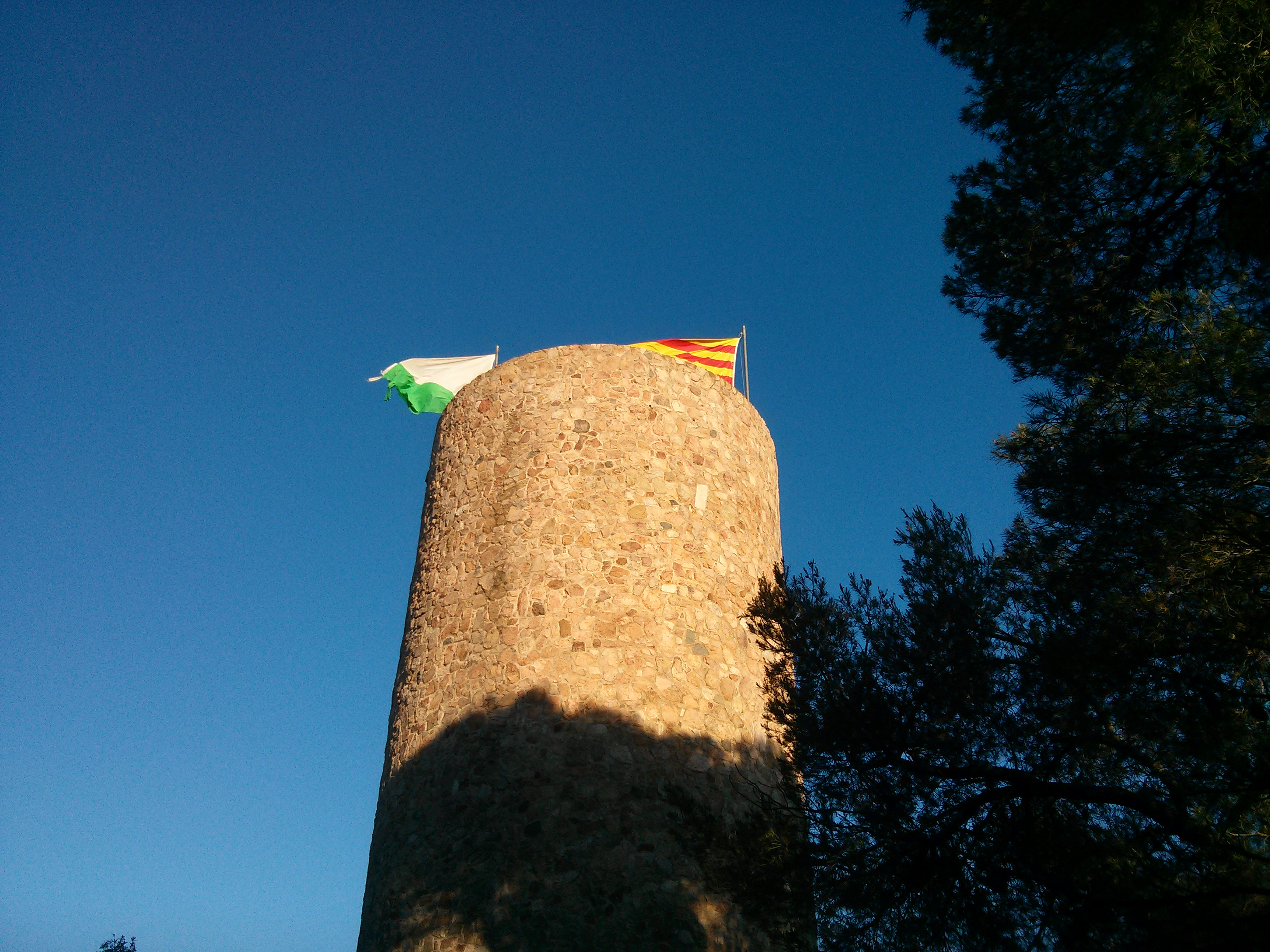
Сучасна копія вежі замку Сант-Хоан у Льорет-де-Мар

- Церква Святого Романа[ca] (Сант-Рома): готична церква, завершена в 1522 році, побудована як притулок від нападів турецьких і алжирських піратів. Входить до Списку архітектурної спадщини Каталонії.[13]
- Замок Сант-Хоан: середньовічний замок 11-го століття, який використовувався для захисту Льорету від будь-яких атак з моря. Фортеця діяла до 17 століття. Від замку залишилася лише вежа (реставрована у 1992 році), звідки відкривається чудовий вид на околиці замку. Оголошено культурним надбанням національного інтересу.[14]
- Пам'ятник дружині рибалки: бронзова скульптура на пляжі, споруджена в 1966 році на честь Тисячоліття Льорет де Мар. Вважається одним із найвизначніших символів міста.
- Сади Санта-Клотільди[ca]: сади в стилі італійського Відродження, розташовані на вершині скелі на узбережжі. Займає площу 26830 м2. Оголошено культурним надбанням національного інтересу.[15]
- Модерністичний цвинтар
- Іберійські поселення в Пуч де Кастелле .
- Іберійські поселення на Монбарбаті .
- Церква Сант-Пере-дель-Боск[ca]: виконана у 19 столітті в неоготичному стилі з загостреними арками[ca] та дзвіницею зі стилізованою маківкою. Його будова має три нави. Входить до Списку архітектурної спадщини Каталонії.[16]
- Дім Арменголь: будинок 20 століття, стилю ноуцентизм, побудований відомим каталонським архітектором Рафаель Мейсон і Валентин[ca]. Є частиною Переліку архітектурної спадщини Каталонії.[17]
- Кан Грау в Льорет-де-Мар: триповерхова будівля 18 століття з двосхилим дахом на фасаді, яка входить до Списку архітектурної спадщини Каталонії.
- Каплиця Лез-Алегрі
- Каплиця Сант-Квірце

## Основні події

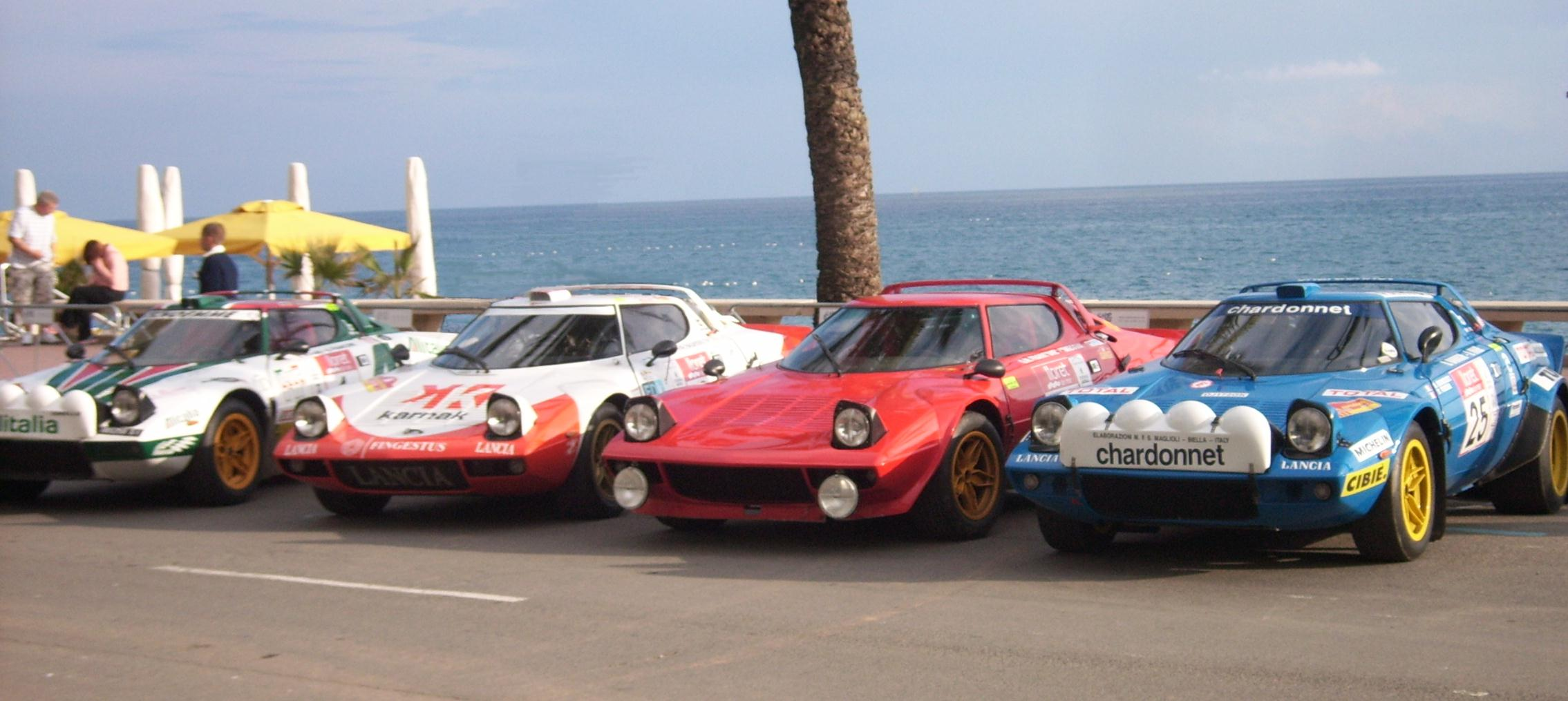
4x Lancia Stratos на ралі Коста-Брава в Льорет-де-Мар, листопад 2008 (Ралі Каталонії WRC)

### Фестивалі
Великий фестиваль Санта-Крістіна на честь святої покровительки Санта-Крістіни проходить влітку. На ньому можна побачити регату S'Amorra Amorra, процесію до скиту Санта-Крістіна та традиційний танець на площі de la Vila — танец Альморраткс. Зимовий фестиваль Сен-Рома проходить кожного року в листопаді. Святкові заходи включають ярмарки, концерти, кіно, театр, дитячі ігри та багато культурних заходів, якими можуть насолоджуватися як дорослі, так і діти.

### Ралі Коста Брава
Ралі Коста-Брава є найстарішим ралійним заходом в Іспанії. З самого початку в 1953 році Льорет-де-Мар був його епіцентром. З 2005 року ралі міська рада Льорет-де-Мар щороку приймає ралі Коста-Брава та Історичне ралі Коста-Брава. Обидва ралі відтворюють суть першого Ралі Коста-Брава, даючи глядачам можливість насолодитися живими водіями та штурманами, які перетворилися на справжніх легенд.

### Середземноморський міжнародний кубок
Середземноморський міжнародний кубок у квітні — це базовий футбольний турнір міжнародного престижу для перспективних молодих футболістів, який проводиться в різних місцях провінції Жирона. В Льорет-де-Мар є чудова база для проведення ігор.

### Вихідні Формули Льорет
Льорет-де-Мар є центром розміщення для вболівальників, які їдуть до Каталонії, щоб відвідати Гран-прі Формули-1. З 2012 року в місті проводяться заходи для вболівальників: змагання симуляторів Формули-1, виставка автентичних одномісних автомобілів, що прокочуються вулицями Льорету, ярмарок зразків автомобілів, жива музика на вулиці та пропозиція спеціальних нічних розваг у найкращих нічних клубах.

### Ніч шопінгу Льорет
Ніч шопінгу Льорет — це великий фестиваль торгівлі та моди, який проходить двічі на рік (у травні та вересні), під час якого магазини можуть залишатися відкритими до світанку, щоб пропонувати покупцям чудові акції та знижки. Тут також є живі музичні виступи, покази мод, перформанси та різноманітні ресторанні пропозиції. Травневий нічний шопінг у Льореті збігається з Вихідними Формули Льорет.

### Популярний марш пляжів
Традиційний Marcha de les Platges відзначається в останню неділю вересня. Це — популярний 11-кілометровий пробіг, шлях якого завжди пролягає біля моря, вздовж кільцевої стежки, яка дозволяє відкривати краєвиди зі скель уздовж маршруту.

### Гастрономічні дні мистецтва рибної кухні
Гастрономічні дні риби та морепродуктів, які нагадують мореплавне минуле Льорет-де-Мар та його зв'язок із морем. Фестиваль проходить на пляжі Кала-Каньєльєс у Льореті в жовтні. Близько 25 ресторанів і готелів міста беруть участь в ньому.

### Середньовічний ярмарок
Цей ярмарок присвячений святому покровителю Льорет-де-Мар. Він повертає місто в середньовіччя з багатьма заходами, наприклад: трубадури, магічні шоу, каравани ослів, середньовічні майстерні, виставка середньовічних предметів тортур, каліграфії та бібліотека іграшок для найменших.

### Музей моря
Морський музей пропонує експозиції історії індіанців в місті, період риболовлі, розвиток та існування вітрильного флоту тощо. Музей розташований у старій індійській будівлі Casa Garriga, яку в 1981 році придбала міська рада для місцевого музею. Він розділений на п'ять зон: «Діти моря», «Середземне море», «Ворота океану» , «Льорет після вітрильників» і «Поза пляжем».

### Піші прогулянки
Туристичні агенції міста пропонують піші прогулянки Середземноморською стежкою (GR 92) надзвичайної краси ландшафтами. Це маршрут на довгі відстані, що охоплює все узбережжя Каталонії та проходить через Льорет-де-Мар. Можна пройти в муніципалітеті дві його ділянки:
- маршрут GR92 TR11 — Тосса-де-Мар, пляж Каньєльєс і Льорет-де-Мар, приблизною тривалістю 3 години 27 хвилин,[20]
- і маршрут GR92 TR12 — Льорет-де-Мар, замок Сан-Хоан, Бланес і Турдера, тривалістю 3 години 21 хвилин.[21]

Кругові стежки в Льорет-де-Мар — це екологічні маршрути по узбережжю через бухти та внутрішні пагорби, де можна насолодитися краєвидами узбережжя. Такі маршрути не займають багато часу. Популярні: стежка Льорет-де-Мар - пляж Фенальс та стежка Льорет-де-Мар - Кала-ден-Сімон .

## Транспорт
До Льорет-де-Мар можна дібраться трьома дорогами, які з'єднують місто з північною та південною частиною узбережжя та внутрішньою частиною регіону. Усі автостради мають дуже високу інтенсивність руху, особливо влітку. Через шосе AP-7 місто з'єднано з аеропортом Жирона-Коста-Брава. Через автомагістраль N-II можна доїхати до Барселони, яка знаходиться в 80 км, та до кордону з Францією, приблизно в 100 км.
Льорет-де-Мар надає послуги з перевезення автобусами регулярними лініями, а також дискреційні послуги з транспортними засобами, пристосованими для людей з обмеженими можливостями пересування. Льорет має міжнародний автовокзал і приватні термінали, які обслуговують іноземних автобусних операторів.
Міська автобусна мережа з'єднує різні райони та туристичні райони міста. Льорет має чотири стоянки таксі та парк із понад 40 таксі, які надають послуги 24 години на добу цілий рік.
У Льорет-де-Мар немає прямого сполучення поїздом. Через залізничну станцію Бланес можна доїхати в напрямку Барселони або Портбоу. До Бланес автобуси вирушають кожні півгодини.
Єдина пристань для яхт у Льорет-де-Мар, розташована на пляжі Каньєльєс, куди можуть прибувати човни середнього розміру.